# Stanley Matsebula
Stanley Musa Matsebula est un écrivain et économiste de l'Eswatini, né en 1958 et mort le 11 janvier 2013 à Johannesbourg,,.